# Skate Canada 2023
Navigation
Édition précédente Édition suivante
Le Skate Canada (ou Internationaux Patinage Canada) est une compétition internationale de patinage artistique qui se déroule au Canada au cours de l'automne. Il accueille des patineurs amateurs de niveau senior dans quatre catégories: simple messieurs, simple dames, couple artistique et danse sur glace.
Le quarante-neuvième Skate Canada est organisé du 27 au 29 octobre 2023 au centre des sports d'hiver UBC à Vancouver dans la province de la Colombie-Britannique. Il est la deuxième compétition du Grand Prix ISU senior de la saison 2023/2024.
Depuis le 1er mars 2022, l'Union internationale de patinage interdit aux patineurs artistiques et aux officiels de la fédération de Russie et de la Biélorussie de participer et d'assister à toutes les compétitions internationales en raison de l'invasion russe de l'Ukraine le 24 février 2022. Les athlètes russes et biélorusses ne peuvent donc participer à aucune épreuve du Grand Prix ISU 2023-2024, pour la deuxième année consécutive.

## Résultats

### Messieurs
| Rang | Nom               | Pays         | Points | Programme court | Programme court | Programme libre | Programme libre |
| ---- | ----------------- | ------------ | ------ | --------------- | --------------- | --------------- | --------------- |
| 1    | Sōta Yamamoto     | Japon        | 258.42 | 1               | 89.56           | 3               | 168.86          |
| 2    | Kao Miura         | Japon        | 257.89 | 4               | 80.80           | 1               | 177.09          |
| 3    | Matteo Rizzo      | Italie       | 246.01 | 8               | 74.99           | 2               | 171.02          |
| 4    | Kazuki Tomono     | Japon        | 245.12 | 3               | 81.63           | 5               | 162.47          |
| 5    | Mikhail Shaidorov | Kazakhstan   | 241.65 | 5               | 79.18           | 4               | 163.49          |
| 6    | Mark Gorodnitsky  | Israël       | 225.35 | 11              | 70.69           | 6               | 154.66          |
| 7    | Wesley Chiu       | Canada       | 221.54 | 7               | 76.94           | 8               | 144.60          |
| 8    | Liam Kapeikis     | États-Unis   | 220.15 | 10              | 71.59           | 7               | 148.56          |
| 9    | Cha Jun-hwan      | Corée du Sud | 216.61 | 2               | 86.18           | 11              | 130.43          |
| 10   | Conrad Orzel      | Canada       | 213.12 | 6               | 77.68           | 10              | 135.44          |
| 11   | Mihhail Selevko   | Estonie      | 210.78 | 12              | 70.18           | 9               | 140.60          |
| 12   | Aleksa Rakic      | Canada       | 189.38 | 9               | 72.56           | 12              | 116.82          |

### Dames
| Rang | Nom                | Pays         | Points | Programme court | Programme court | Programme libre | Programme libre |
| ---- | ------------------ | ------------ | ------ | --------------- | --------------- | --------------- | --------------- |
| 1    | Kaori Sakamoto     | Japon        | 226.13 | 1               | 75.13           | 1               | 151.00          |
| 2    | Kim Chae-yeon      | Corée du Sud | 201.15 | 2               | 70.31           | 4               | 130.84          |
| 3    | Rino Matsuike      | Japon        | 198.62 | 3               | 66.29           | 3               | 132.33          |
| 4    | Madeline Schizas   | Canada       | 189.91 | 8               | 57.44           | 2               | 132.47          |
| 5    | Lindsay Thorngren  | États-Unis   | 189.52 | 5               | 61.99           | 5               | 127.53          |
| 6    | Rinka Watanabe     | Japon        | 182.08 | 7               | 57.52           | 6               | 124.56          |
| 7    | Audrey Shin        | États-Unis   | 177.14 | 4               | 65.19           | 9               | 111.95          |
| 8    | Starr Andrews      | États-Unis   | 174.82 | 6               | 61.07           | 8               | 113.75          |
| 9    | Lara Naki Gutmann  | Italie       | 165.73 | 11              | 50.00           | 7               | 115.73          |
| 10   | Kaiya Ruiter       | Canada       | 155.44 | 9               | 55.82           | 11              | 99.62           |
| 11   | Sara-Maude Dupuis  | Canada       | 151.95 | 10              | 52.17           | 10              | 99.78           |
| 12   | Maé-Bérénice Méité | France       | 121.13 | 12              | 41.65           | 12              | 79.48           |

### Couples
| Rang | Nom                                           | Pays      | Points | Programme court | Programme court | Programme libre | Programme libre |
| ---- | --------------------------------------------- | --------- | ------ | --------------- | --------------- | --------------- | --------------- |
| 1    | Deanna Stellato-Dudek / Maxime Deschamps      | Canada    | 214.64 | 1               | 72.25           | 1               | 142.39          |
| 2    | Maria Pavlova / Alexei Sviatchenko            | Hongrie   | 187.78 | 4               | 62.22           | 2               | 125.56          |
| 3    | Lucrezia Beccari / Matteo Guarise             | Italie    | 181.42 | 2               | 65.83           | 4               | 115.59          |
| 4    | Anastasia Golubeva / Hektor Giotopoulos Moore | Australie | 179.61 | 3               | 62.80           | 3               | 116.81          |
| 5    | Kelly Ann Laurin / Loucas Éthier              | Canada    | 168.12 | 7               | 57.14           | 5               | 110.98          |
| 6    | Brooke McIntosh / Benjamin Mimar              | Canada    | 166.00 | 5               | 59.83           | 7               | 106.17          |
| 7    | Daria Danilova / Michel Tsiba                 | Pays-Bas  | 165.01 | 6               | 57.17           | 6               | 107.84          |
| 8    | Letizia Roscher / Luis Schuster               | Allemagne | 137.54 | 8               | 52.07           | 8               | 85.47           |

### Danse sur glace
| Rang | Nom                                            | Pays        | Points | Danse rythmique | Danse rythmique | Danse libre | Danse libre |
| ---- | ---------------------------------------------- | ----------- | ------ | --------------- | --------------- | ----------- | ----------- |
| 1    | Piper Gilles / Paul Poirier                    | Canada      | 219.01 | 1               | 87.55           | 1           | 131.46      |
| 2    | Lilah Fear / Lewis Gibson                      | Royaume-Uni | 209.55 | 2               | 83.51           | 2           | 126.04      |
| 3    | Allison Reed / Saulius Ambrulevičius           | Lituanie    | 192.01 | 3               | 75.60           | 3           | 116.41      |
| 4    | Oona Brown / Gage Brown                        | États-Unis  | 187.62 | 4               | 73.91           | 4           | 113.71      |
| 5    | Emilea Zingas / Vadym Kolesnik                 | États-Unis  | 184.96 | 5               | 72.25           | 5           | 112.71      |
| 6    | Eva Pate / Logan Bye                           | États-Unis  | 181.46 | 6               | 72.12           | 6           | 109.34      |
| 7    | Alicia Fabbri / Paul Ayer                      | Canada      | 173.34 | 7               | 68.31           | 8           | 105.03      |
| 8    | Jennifer Janse van Rensburg / Benjamin Steffan | Allemagne   | 172.52 | 8               | 66.14           | 7           | 106.38      |
| 9    | Molly Lanaghan / Dmitre Razgulajevs            | Canada      | 168.79 | 9               | 65.97           | 9           | 102.82      |
| 10   | Wang Shiyue / Liu Xinyu                        | Chine       | 160.61 | 10              | 64.66           | 10          | 95.95       |

## Source
- Résultats du Skate Canada 2023